# Енанта
Енанта (дав.-гр. Οἰνἀνθης) — матір Агафоклеї та Агафокла.
Походження Енанфи достеменно невідоме. Френк Уолбанк припустив, що Енанта, матір Агафоклеї тотожня Енанті, яку згадує Плутарх у діалозі «Про Ерота». Якщо ототожнення вірне, то Енанфа народилася на Самосі та була танцівницею і грала на бубні. Також, згідно версії Уолбанка, вона прибула до Єгипту під час правління Птолемея III і стала його коханкою.
Вона була матір'ю Агафоклеї — фаворитки Птолемея IV Філопатора та її брата Агафокла. Агафокла ототожнюють з Агафоклом сином Агафокла — жерцем епонімом 7 року (216/15 до н. е.). Припускають, що Агафокл-батько був сином Феоксени-молодшої, дочки сіракузького правителя Агафокла, яку батько відіслав до Єгипту перед своєю смертю. В той же час, Агафоклею ототожнюють з карніфорою 213/212 року до н. е. — Агафоклеєю дочкою Теогена. Пауль Маас припустив, що Енанта одружувалася двічі, спочатку з Агафоклом, а потім з Теогеном і її діти мали різних батьків. Сара Померой вважала біологічним батьком дітей саме Агафокла, бо дуже складно пояснити, чому діти від різних батьків мають однакове ім'я. Враховуючі, що Агафоклею обрали карніфорою, її зведений батько був досить впливовою людиною. Кріс Беннетт ідентифікував його з однойменним діойкетом. 
Окрім Агафоклеї, вона мала ще кількох дочок. 